# محمد فرزام
سرلشکر محمد فرزام  رئیس اداره هفتم ستاد بزرگ ارتشتاران  و از امضا کنندگان اعلامیه بی‌طرفی ارتش در ۲۲ بهمن ۱۳۵۷ بود.